# Botto (Senna Lodigiana)
Botto era una frazione del comune di Senna Lodigiana posta presso le rive del fiume Po, ormai abbandonata.

## Storia
Il Botto era posto in origine sulla destra del Po, facendo parte del comune di Calendasco ed avendo quindi come riferimento amministrativo la provincia di Piacenza. Tra il Medioevo e il Rinascimento le devastanti e incontrollate piene del Po salvarono l’abitato ma deviarono il corso del fiume più a sud, e Botto si ritrovò sulla sua riva sinistra, ma i diritti di proprietà non cambiarono e il villaggio si mantenne sotto la sovranità del Ducato di Parma. Fu nel 1798 che Napoleone, che aveva conquistato tutta la zona, ed approfittando delle clausole del trattato di resa di Parma del 1796, impose la modernizzazione dei confini, determinando il passaggio di Botto al dipartimento dell'Adda. In quel turbolento periodo rivoluzionario la frazione dovette attendere undici anni per trovare un nuovo riferimento amministrativo, individuato per natura in Senna Lodigiana. Quando arrivarono poi gli austriaci nel 1814, nell’integrare questo nuovo territorio nel loro catasto lo individuarono con la formula statistica del comune censuario sotto il nome di ”Botto ex Piacentino”.